# Will Magnus
El Doctor Will Magnus (nombre completo, William Maxwell "Will" Magnus) es un científico ficticio, creado para la editorial DC Comics, famoso por ser el creador de los Hombres de Metal. Apareció por primera vez en las páginas de la historieta de Showcase Vol.1 #37 junto a sus creaciones, los Hombres de Metal; fue creado por Robert Kanigher y Ross Andru.

## Biografía ficticia del personaje
El doctor Will Magnus es uno de los más impresionantes genios científicos del Universo DC, destacándose sus doctorados en matemáticas teóricas, ingeniería mecánica y la física de partículas, Magnus a menudo ha ofrecido asesoramiento científico a varios personajes recurrentes, principales o clásicos de DC Comics. Su mayor y único logro principal fue el trabajo con el que recibió renombre: la creación de los Hombres de Metal. El método mediante el que el Doc Magnus creó a los Hombres de Metal ha variado con los años, y sus orígenes han sido contados de manera diferente, gracias a varios escritores. Al principio hubo un proyecto consistente en un boceto sobre papel donde los planos para la construcción de dichos robots los mostraban con unos dispositivos llamados responsómetros que generaban la personalidad e inteligencia y que fueron asignados a una serie de metales asignados, de los que tomaban sus respectivas personalidades, complejidades y características principales, con los robots tomando su nombre de los metales que se utilizaron.
En un intento por impulsar las ventas de las historietas, los personajes fueron sometidos a grandes cambios. Cada miembro de los Hombres de Metal fue obligado a asumir un alter ego humano, mientras que el Doctor Magnus se había convertido en científico fugitivo inculpado porque supuestamente estaba dedicado a la conquista global, debido a que sufrió un extraño cambio de personalidad. Dicho cambio de personalidad se debió a que fue secuestrado, despertado, y le lavó el cerebro por parte de un dictador loco. Producto de esto, las ventas cayeron y lama cómica de los personajes estuvo ausente un tiempo, por lo que no se imprimió durante algunos años. Finalmente los Hombres de Metal fueron recogidos después de que la cordura del Doctor Magnus fuese restaurada y regresaron para ayudar a los Hombres de Metal.
En un momento salvó a Robotman de la Doom Patrol, cuyo cuerpo original había sido destruido por Madame Rouge. Entonces el Doctor Magnus recuperó el cerebro de Robotman y a quién le construyó un nuevo cuerpo cibernético.
En 1993, en la miniserie limitada de cuatro partes Los Hombres de Metal una miniserie que cuenta de nuevo sus orígenes en la que retconeaba gran parte de su historia de fondo. Revelaría que el dispositivos conocido como  responsómetro no era responsable de las emociones de los Hombres de Metal y que los Hombres de Metal en realidad fueron una copia de los intelectos y las personalidades de gente real: el propio hermano de Magnus Mike, su novia Sharon, dos trabajadores de laboratorio llamados Redmond Wilde y Randy Pressman, un conserje llamado Thomas Tinkham, y un chico que entregaba pizzas habitual del laboratorio llamado Jack. Dichas personalidades de estos desafortunados fueron trasladadas accidentalmente a los modelos robóticos que poseían mentes en blanco inicialmente, y producto de un accidente de laboratorio. En el clímax de la miniserie, Oro había sido asesinado de forma permanente y el Doctor Magnus fue mortalmente herido. Doc transfirió permanentemente su personalidad a un robot blanco conocido como Veridium, hecho de un metal extraterrestre de color verde, convirtiéndose en el nuevo líder de robótico de los Hombres de Metal.

### Serie semanal52
Tras la serie limitada Crisis de Identidad, Oro regresó de la muerte y el Doctor Magnus una vez más volvió a ser humano, desempeñando un papel activo en la serie semanal 52.
Como manifestó en los hechos ocurridos durante Crisis Infinita, Superboy Prime golpeó las paredes de la realidad, causando que el tejido mismo de la realidad cambiara, provocando el cambio y fusión de el historial de realidades. Los responsómetros de los "robots que tenían la mente en blanco", y que mostraban que los orígenes del equipo había sido la versión original pre-crisis, mientras que el origen narrado sobre las "personalidades humanas"que fue contada en la miniserie de 1993, fue descrita como el subproducto de una crisis nerviosa sufrida por Magnus. Cuando Booster Gold lo visitó, pidiendo ayuda junto Skeets, Magnus le dijo que los Hombres de Metal "nunca más acabaron bien" de ser perfeccionados.
Los responsómetros son descritos ahora como un sistema o dispositivo que contiene su "alma artificial" inventado por el Doctor Magnus, inspirado por el mismísimo T.O. Morrow (antes de que este último se convirtiera en supervillano cuando en el pasado estos se habían conocido en la Universidad donde estudió), revelándole que él le enseñó en la universidad y que había sido el único que no se rio de las teorías de Magnus. Tras el desmantelamiento inexplicable de los Hombres de Metal, el Doctor Magnus no fue capaz de recrear estas almas y restaurar sus personalidades. Ahora ha estado tomando una medicina llamada Prozac, para su trastorno bipolar que le causó la crisis nerviosa y la depresión que le llevó a la creación del Hombre Plutonio, una enorme superarma, casi indestructible, basado en los Hombres de Metal, pero que en ese entonces tuvo su propia visión del mundo de una manera retorcida y desquiciada de Magnus, así como su sistema operativo. Se dio a entender que a pesar su medicación, y manteniéndose ocupado Magnus terminaba haciendo algo irracional, a su vez amortiguaba su imaginación y creatividad, y que esta es fue la razón por la que no podía volver a crear a los Hombres de Metal. Magnus sería abordado posteriormente por agentes del gobierno con la esperanza de usar a los Hombres de Metal como armas inteligentes sin alma, una oferta que Magnus rechaza. Producto de esto mismo, Magnus visita al Doctor Morrow en su celda en un asilo. Morrow le advierte a Magnus se han producido una serie de numerosos secuestros de científicos "locos", entre ellos al mismísimo Doctor Sivana, cuya guarida el mismo Magnus está investigando.
Finalmente, el propio Morrow desaparece, dejando una nota para su exestudiante con una cadena en código de una máquina. Usando dicho código, Magnus sería capaz de revivir a la Unidad Mercurio, pero su amigo robótico y sus creaciones aparentemente sería destruido de nuevo al tratar de salvarlo de una conspiración que estaba tratando de secuestrar a cada científico que tuviese problemas mentales o catalogados como "científico loco" del Universo DC.
En la semana 22 de la serie, unas poderosas réplicas sin sentido de los Hombres de Metal que Magnus utilizó para escapar de su casa son destruidos antes de que pudiese ser capturado, y se revela que era otro grupo de robots diferentes a los modelos originales, como se lo reveló al "Escuadrón de científicos de Chang Tzu". Esta sería la segunda vez que Magnus ha enfrentado a Chang Tzu, el mismo científico que le lavó el cerebro en la época Pre-Crisis tanto a él como a los Hombres de Metal, pero su lealtad a Magnus restauraron sus legítimas mentes.
El equipo de científicos se estableció en la Isla Oolong (en la que mencionan que se encuentra ubicado territorio Chino), y fue responsable de la desaparición de los científicos (entre ellos el mismo profesor Morrow). El grupo estaba financiado por Intergang, y se da a entender demás, por el mismo gobierno chino. Los científicos reunidos se les dio un presupuesto ilimitado para inventar varias super-armas que incluyen en particular, varios tipos de robots. En la semana 23, un robot gigante, pilotado por animales de Intergang, es ofrecido al Doctor Magnus en la Isla Oolong.
Magnus sería asignado para diseñar y construir un nuevo robot, basado en el Hombre Plutonio, pero deliberadamente hace muy pocos progresos, diciéndole a Morrow que el Hombre Plutonio original era una expresión del dolor y la rabia provocados por su enfermedad mental y que la razón por la que toma su medicina es para poder prevenirse a sí mismo de hacer algo así de nuevo. Morrow les revela esta información a los líderes de la isla y la medicación del Doctor Magnus es confiscada.
Magnus procede entonces a trabajar en el nuevo Hombre Plutonio, diciéndoles que esta vez va a "hacer las cosas bien." A pesar de que está en un momento de inestabilidad debido a su falta de medicamentos, Magnus no está cooperando completamente con Chang Tzu. Magnus hace un barrido para utilizar ciertos materiales de varios artículos (como el oro de un reloj de oro, el plomo el blindaje que se trabaja, el mercurio de los termómetros, y el estaño de las latas de fríjoles que adoptó como su única comida, presumiblemente con el fin de garantizar también de que los otros científicos no quieran pasar mucho tiempo con él). Esto le permitiría reconstruir a sus Hombres de Metal, aunque con unos pocos centímetros de alto. Estos nuevos Hombres de Metal aparecen para ayudar a Magnus para que permanezca sano a pesar de que no posee sus píldoras, como cuando le persuaden para desactivar al ya concluido Hombre de Plutonio, poco después de que él lo encienda durante un período depresivo. En la Isla Oolong es atacada por la JSA al tratar de rescatar a Black Adam, y Chang Tzu ordena activar al Hombre Plutonio. Chang señala que él ha estado espiando a Magnus y sabe que varios metales han estado entrando al laboratorio y que no volvieron a salir. Los Hombres de Metal entonces atacan Chang Tzu, permitiendo que Magnus escape y desconectan las defensas de la isla. Mientras hace esto, Morrow se enfrenta a Magnus y destruye a la Unidad Mercurio, una vez más. Magnus le explica a Morrow lo inútil que resulta detenerlo al desactivar los escudos, así como la JSA le da tiempo, y en su lugar le ofrece la posibilidad de llevarlo con él para que fuesen teletransportados, diciendo que Morrow fue "su mejor maestro que haya conocido" y que intenta mirar "el supervillano psicópata que resultó convertido", y al final, Morrow termina aceptando su oferta. Magnus es entonces es confrontado por Chang Tzu, a quien aparentemente lo mata con la ayuda de la Unidad Plomo y describiendo que lo hizo con una pistola de rayos de ondas partículas. Magnus también le indica que este tiroteo fue producto de su resultado de su irracionalidad, provocado por su falta de sus medicamentos. Magnus finalmente se rinde a la JSA.
Con todos los cargos en su contra fueron reducidos, debido a que está obligado a mantener su colaboración, Will Magnus regresaría a su casa y laboratorio. Allí, es cuando Booster Gold vuelve a visitarle, exactamente un año después de su última reunión, con un responsómetro salvado, que contiene las memorias de Skeets "de sí mismo", pidiéndole que pudiese restaurar de alguna manera al robot destruido por el Mr. Mind, y el mismo Doctor Magnus acepta. Le revela que tiene en su poder una copia de las memorias de Skeets, y por eso fue capaz de reconstruir al androide con la copia de sus memorias en la versión 2.0, un poco más avanzado, pero ajeno a los acontecimientos de los últimos años. Ahora, de nuevo en su sano juicio, vuelve a trabajar con sus Hombres de Metal.

### Aparición en la serie deSuperman/Batman
En la serie Superman/Batman, Doctor Magnus aparece trabajando de nuevo con sus Hombres de Metal. Incluso se ha construido uno nuevo, el valiente y ocurrente Ginoide Unidad Cobre. A pesar de los consejos dados en su contra por parte de su novia, le pide a Bruce Wayne que pruebe a sus nuevos Hombres de Metal al utilizarlos como sus guardias de seguridad. La prueba tiene éxito, pero los Hombres de Metal fallan en combate, debido a la desconfianza del personal humano y la influencia de Brainiac, dejando al Doctor Magnus la responsabilidad de salvar el día.

### Su colaboración con la Liga de la Justicia
Will magnus ha colaborado enormemente muchas veces a la Liga de la Justicia, sobre todo en lo referente a la reconstrucción de Red Tornado. Después de que su primer cuerpo destinado fue robado por Amazo, es llamado de nuevo al solicitarle su ayuda, y con la activación de la memoria de Red Tornado en una computadora en la que le da una lista que puede brindar a Red Tornado un nuevo cuerpo, más poderoso y avanzado que el anterior. A pesar de sus buenas intenciones con sus intentos por intentar arreglarlo llega otra derrota más, por lo que el cuerpo de Tornado es casi destruido casi hasta su muerte, esto sucede cuando Amazo vuelve para reclamar el nuevo y más poderoso cuerpo para sí mismo.

### Hombres de Metal, la miniserie de (2009)
Los Hombres de Metal más tarde serían restaurados como equipo de apoyo para la renovada Doom Patrol (Vol.5), escrita por Keith Giffen. Ahora el Doctor vive en los simples suburbios de la calle Kanigher, los Hombres de Metal parecen ser afectados por su actualizaciones, en parte desquiciadas, y sus estados de ánimo. La única Unidad no afectada, es Hierro, Oro tiene como característica un nuevo cambio de humor que lo auto-obsesiona y con una personalidad grandilocuente, Platino es una enferma de amor, Plomo es torpe y propenso a cometer errores, Estaño siempre tiene miedo de todo y está afectado por un problema de autoestima crónico, y Mercurio, un brillante robot con buen sentido de humor, ahora tiene ahora desarrollado el mismo disturbio bipolar que afecta al doctor Will Magnus en sí mismo, y se niega a tomar sus medicamentos. La Unidad Cobre, el séptimo miembro y más nuevo, Es perturbadamente ignorada por sus compañeros de equipo, que a menudo se niegan a reconocer su presencia a pesar de estar lado a lado con ella.

### Los Nuevos 52
El reinicio de las publicaciones y del Universo DC (trajo consigo el evento denominado Los Nuevos 52), Will Magnus aparece mencionado en ela rgumento del crossover de la serie limitada Forever Evil. Cyborg reconstruido se dirige a buscar al doctor Will Magnus para que pueda aprender de su proyecto los "Hombres de Metal". Su reunión con Will Magnus, Cyborg se entera de que no le puede ayudar. Magnus le cuenta la historia del proyecto Hombres de Metal, de cómo fueron construidos para ejecutar misiones de búsqueda y rescate en la que los humanos no podían hacer frente. Después de que él fuese capaz de activarlos, el gobierno se retractó de su palabra y optó por mantener a los Hombres de Metal, ya que querían convertirlos en super-armas asesinas. Los Hombres de Metal fueron escondidos en su apartamento, donde ayudan al Doctor Magnus ayudándolo a proteger a la población civil tras un fallido experimento, destruyéndose a sí mismos en el proceso. Al ver los responsómetros controlados en el laboratorio de Magnus, Cyborg siente que sus mentes y sus corazones están todavía activos, así que fomenta a Magus para que los reactive una vez más para que lo puedan ayudar.

## Poderes y habilidades
- Como ser humano, no posee poderes o habilidades especiales aparte de un gran intelecto. Su gran inteligencia fue responsable de la creación de los Hombres de Metal, junto con varios otros robots.[5]

- En su momento que se convirtió en Veridium, Magnus fue el más poderoso de los Hombres de Metal, ya que podía almacenar, calentar y canalizar energía.[9]

## Apariciones en otros medios

### Televisión
- El Doctor Magnus aparece como el Dr. William Milton Magnus en Batman: The Brave and the Bold, en el corto introductorio "El Super-Batman del Planeta X", y los episodios completos de "La Batalla de los Hombres de Metal", y en la segunda parte del episodio doble "La Invasión de Starro!".[5]
- En la serie Arrow, el Doctor Magnus intenta comprar la empresa de Felicity Smoak, Smoak Technologies, debido al programa de vigilancia que ella estaba desarrollando.

### Cine
- Cine de formato casero: El Doctor Magnus apareció como uno de los científicos que ayudó a los héroes en los acontecimientos narrados por la película Justice League: The New Frontier.[5]

### Videojuegos
- Will Magnus aparece en el videojuego DC Universe Online como un vendedor en la Torre de Tech Wing de la torre de Observación.[5]